# Roland Pièce

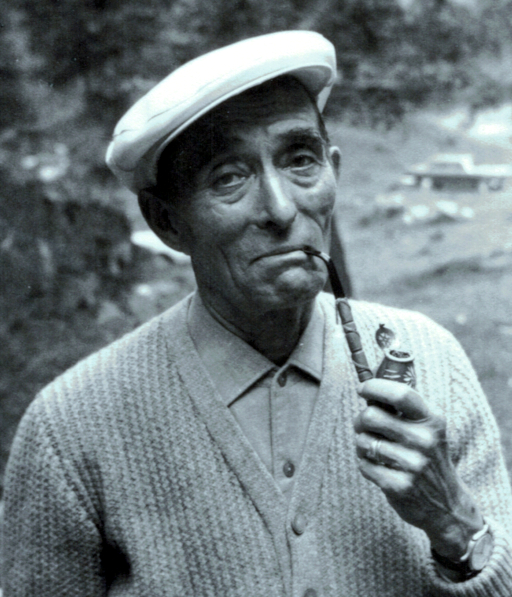
Roland Pièce

Roland Pièce (* 15. Februar 1897 in Bex; † 7. Oktober 1972 in Sottens) war ein Schweizer Erfinder und Pionier der Funktechnik. Er richtete die Technik für den ersten Rundfunksender der Schweiz ein.

## Leben und Wirken
Roland Pièce war der Sohn des Bezirksrichters Paul Pièce (1870–1955) und der Lehrerin Elise geb. Minod (1870–1932). Während der Zeit als Gymnasiast begann er mit einfachen technischen Hilfsmitteln zu experimentieren und konstruierte einen eigenen Funktelefonempfänger. Mit einem Antennendraht, den er zwischen dem Dach des Elternhauses und einem Nachbargebäude ausspannte, gelang es ihm am 2. Januar 1914, das vom Eiffelturm in Paris ausgestrahlte Zeitzeichen zu empfangen. Während des Ersten Weltkriegs durfte er gemäss einem von der Schweizer Armee erlassenen Verbot seine technischen Versuche nicht offiziell fortsetzen.

Apparate der Sendestation «Champ de l’Air» (1922)

Nachdem die französische Gesellschaft Compagnie des grands express aériens im Jahr 1921 den regelmässigen Flugverkehr zwischen Lausanne und Paris aufgenommen hatte, bewilligte die Stadt Lausanne am 14. Februar 1922 den Betrieb einer Anlage für den Funkverkehr mit den Piloten und dem Flugplatz Le Bourget bei Paris, um die für den Flug benötigten meteorologischen Informationen auszutauschen. Roland Pièce, damals Student der Elektrotechnik, konnte den Aufbau der Funkstation leiten und widmete sich nun ganz dieser Aufgabe. Er baute im Herbst 1922 mit Material der französischen Gesellschaft Société Indépendante de Téléphonie sans Fil und mit der Unterstützung von Paul-Louis Mercanton (1876–1963), dem Lausanner Professor für Elektrophysik, Meteorologie und Glaziologie, die Sende- und Empfangsstation im Quartier Champ de l’Air bei Lausanne auf. Mercanton war der Inhaber der zugrundeliegenden Radioempfangskonzession, die ihm das Schweizer Postdepartement am 16. November 1911 erteilt hatte, und zudem der Direktor der Wetterstation von Champ de l’Air, dem Gebiet östlich der Altstadt von Lausanne, wo sich verschiedene öffentliche Einrichtungen befanden. Der neue «Flugplatzsender» stand also nicht direkt beim Flugfeld La Blécherette, sondern drei Kilometer südöstlich davon im heutigen Stadtteil Vallon/Béthusy.
Vor dem 14. Oktober 1922 nahm Roland Pièce im Alter von 25 Jahren den Flugplatzsender Lausanne, später auch «Radio Lausanne» genannt, zum ersten Mal versuchsweise in Betrieb und sendete ein von einem Phonographen abgespieltes Musikstück an das aus Paris kommende Flugzeug Goliath; er realisierte damit probeweise die erste drahtlose Fernmeldesendung der Schweiz. Am 14. Oktober 1922 benützte er die Anlage, um für die offizielle Eröffnungsfeier des Senders Musik und Gesang in den Bankettsaal des Hôtels Beau-Rivage in Ouchy am Genfersee zu übertragen; wie Roland Pièce später in einem Radiogespräch erzählte, staunte das Publikum, als die Konzertmusik aus einem diskret angebrachten Lautsprecher ertönte und weder das Orchester noch die Sängerin im Saal zu sehen waren. Oft wird angenommen, dass diese drahtlose Übertragung am 26. Oktober 1922 stattfand, aber das Datum der ersten direkten Radiosendung aus der Schweiz ist tatsächlich der 14. Oktober 1922.
Die Station „Champ de l’Air“ war die vierte Radiostation in Europa nach den Sendern von Berlin, Paris und London. Am 26. Februar 1923 begann, gestützt auf die Sendekonzession vom 10. Januar 1923, der regelmässige Betrieb des Flugplatzsenders als der ersten Schweizer Rundfunkstation. Der Funktechniker hatte zunächst vor allem den telefonischen Kontakt zu den Goliath-Flugzeugen beim Anflug auf Lausanne herzustellen und tauschte später auch Informationen mit den Flugplätzen von Genf und in Dübendorf bei Zürich aus. Nachdem 1923 in Lausanne die Radiogesellschaft «Utilitas» gegründet worden war, stellte Roland Pièce mit Erlaubnis der Stadtbehörden die Anlage von „Champ de l’Air“ diesem Unternehmen als Sendestation für tägliche Wettermeldungen, Nachrichten, Sportinformationen und Musiksendungen zur Verfügung.
Seit 1932 war Roland Pièce verheiratet mit Germaine Antenen. 1933 übernahm er die Funktion des Cheftechnikers am Westschweizer Landessender Sottens, der die Station «Radio Lausanne» ablöste und aus welchem später das Medienunternehmen Radio Télévision Suisse hervorging. Die neue Mittelwellen-Sendeanlage befand sich 15 km nordöstlich von Lausanne bei der Waadtländer Ortschaft Sottens. Dank der geografischen Lage auf den Anhöhen des Jorat waren die von Roland Pièce moderierten Sendungen in der Schweiz und auch in andern Ländern gut zu empfangen.

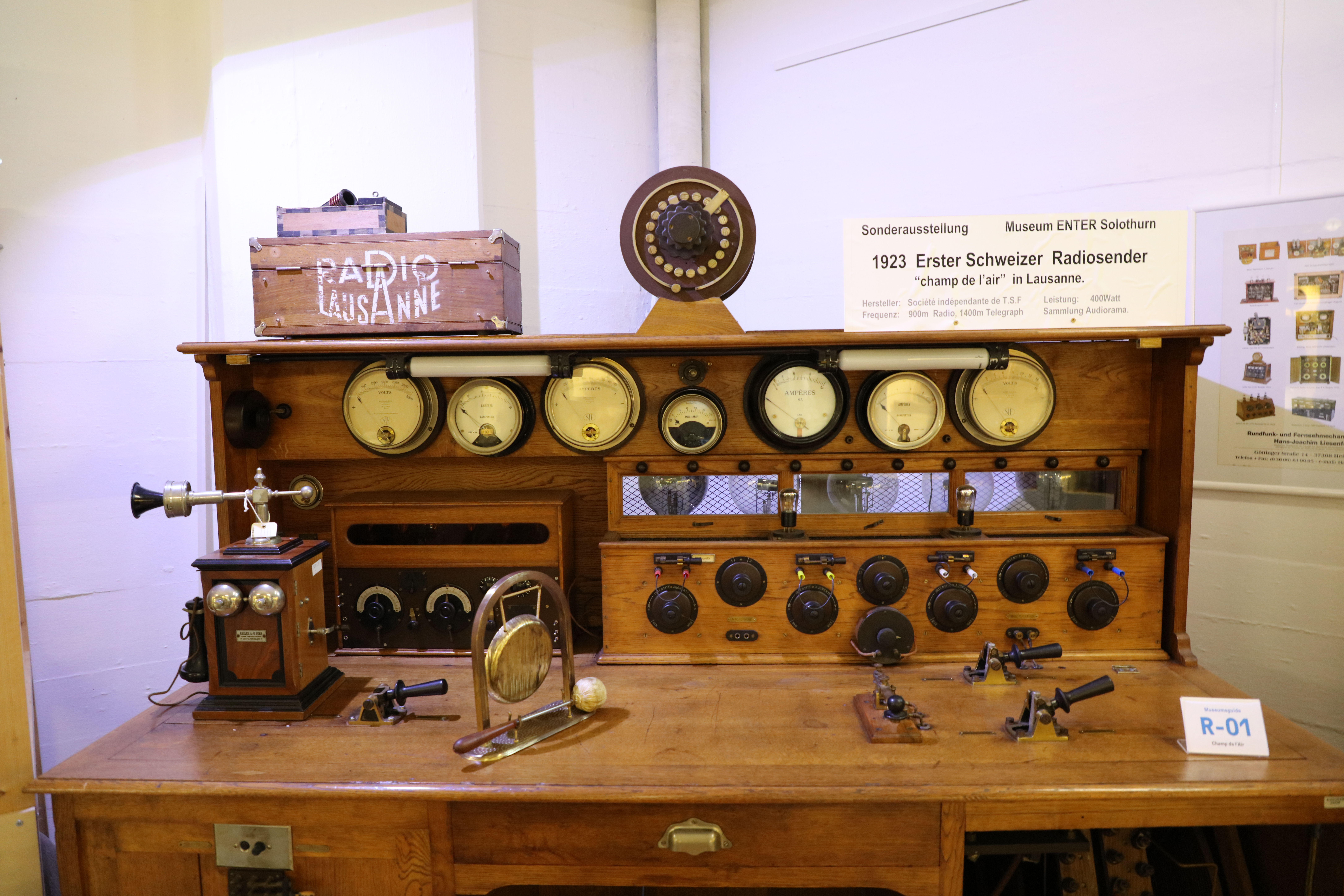
Kontrollpult der Funkstation «Champ de l’Air» und des Senders «Radio Lausanne» im Museum «Enter»

Roland Pièce wohnte bis zu seinem Tod im Dorf Sottens. Die seit 1922 von der Funk- und Radiostation in Lausanne benützten Apparaturen wurden nach der Gründung des Senders Sottens zuerst von technikgeschichtlichen Sammlungen der Westschweiz und im Museum für Kommunikation in Bern aufbewahrt und kamen später an das Elektronikmuseum «Enter» in Solothurn.
Zur Erinnerung an den Schweizer Radiopionier weihten der Stadtpräsident von Lausanne Grégoire Junod und die Waadtländer Regierungspräsidentin Nuria Gorrite am 1. Oktober 2022 an einem Gebäude der Universität Lausanne eine Gedenktafel ein.

## Ehrungen
- Ehrenmitglied der Fondation de radiodiffusion et télévision romande (FRTR), 1969
- Ehrenbürger der Gemeinde Bex, 1972[18]

## Veröffentlichungen (Auswahl)
- Un description del station radiofonic de Sottens. In: Helvetia. Mai–Junio 1931, 1931, S. 50–52. (Übersetzung eines ursprünglich in der Zeitschrift Le Radio No. 420 erschienenen Artikels.)[19]
- Roland Pièce: La radio, ma vie. 1972.